# Canton de Vianden
Le canton de Vianden est un canton luxembourgeois situé dans le Nord-Est du Luxembourg. Son chef-lieu est Vianden.

## Histoire
Le 15 ventôse an X (6 mars 1802), le département des Forêts fut divisé en vingt-huit cantons, portant le nom de leur chef-lieu. Le canton de Vianden comprend alors les communes de Consthum, Kruchten, Falkenstein, Fouhren, Geichlingen, Hoscheid, Hosingen, Koerperich, Landscheid, Nusbaum, Roth, Schankweiler, Stolzembourg, Vianden et Wallendorf.
Le canton de Vianden est le douzième canton du Grand-duché, il est créé le 4 avril 1851 et est formé de la ville de Vianden et de la commune de Fouhren (devenue une section de Tandel en 2006), détachées du canton de Diekirch, et de la commune de Putscheid, détachée du canton de Clervaux.
Jusqu'à la suppression des districts en 2015, le canton faisait partie du district de Diekirch.

## Communes
Le canton est constitué de 3 communes :
| Commune             | Superficie | Population | Densité (en hab./km²) |
| ------------------- | ---------- | ---------- | --------------------- |
| Putscheid           | +0027,13   | +001 177,  | 43,4                  |
| Tandel              | +0041,72   | +002 346,  | 56,2                  |
| Vianden (chef-lieu) | +0009,67   | +002 221,  | 229,7                 |

## Géographie
Le canton est bordé à l’est par la frontière allemande qui le sépare de l’arrondissement d'Eifel-Bitburg-Prüm situé en Rhénanie-Palatinat. Le cours de l’Our, un affluent de la Sûre, correspond à cette frontière sauf au niveau de la commune de Vianden où il coule en territoire luxembourgeois.

## Politique et administration

### Liste des députés
De 1851 à 1919, le canton formait une circonscription électorale dans le cadre des élections législatives.

#### Chambre des députés(depuis 1919)
Depuis 1919, le canton n'est plus utilisé comme circonscription électorale et fait dès lors partie de la circonscription Nord.

## Population et société

### Démographie
L'évolution du nombre d'habitants est connue à travers les recensements de la population effectués dans le pays depuis 1821. Les recensements décennaux de la population permettent de caler les chiffres sur la composition de la population par sexe, âge, nationalité et commune de résidence. Entre deux recensements, la population au 1er janvier de l’année {\displaystyle x} est évaluée en ajoutant à la population au 1er janvier de l’année {\displaystyle x-1} les soldes naturel (naissances {\displaystyle -} décès) et migratoire (arrivées {\displaystyle -} départs) de l'année. La même méthode est appliquée pour la répartition par âge au 1er janvier et les effectifs totaux par nationalité. Depuis le 24 février 1843, le Luxembourg dénombre 12 cantons.
Au 1er janvier 2024, le canton comptait 5 680 habitants.
| 1851  | 1871  | 1880  | 1890  | 1900  | 1910  | 1922  | 1930  | 1935  |
| ----- | ----- | ----- | ----- | ----- | ----- | ----- | ----- | ----- |
| 4 404 | 4 620 | 4 499 | 4 168 | 3 987 | 3 853 | 3 587 | 3 472 | 3 573 |

| 1947  | 1960  | 1970  | 1978  | 1979  | 1981  | 1983  | 1984  | 1985  |
| ----- | ----- | ----- | ----- | ----- | ----- | ----- | ----- | ----- |
| 3 127 | 3 776 | 3 301 | 3 345 | 3 335 | 3 277 | 3 330 | 3 370 | 3 380 |

| 1986  | 1987  | 1988  | 1989  | 1990  | 1991  | 1992  | 1993  | 1994  |
| ----- | ----- | ----- | ----- | ----- | ----- | ----- | ----- | ----- |
| 3 390 | 3 430 | 3 320 | 3 337 | 3 302 | 3 333 | 3 385 | 3 515 | 3 561 |

| 1995  | 1996  | 1997  | 1998  | 1999  | 2000  | 2001  | 2002  | 2003  |
| ----- | ----- | ----- | ----- | ----- | ----- | ----- | ----- | ----- |
| 3 515 | 3 532 | 3 465 | 3 455 | 3 502 | 3 495 | 3 645 | 3 665 | 3 737 |

| 2004  | 2005  | 2006  | 2007  | 2008  | 2009  | 2010  | 2011  | 2012  |
| ----- | ----- | ----- | ----- | ----- | ----- | ----- | ----- | ----- |
| 3 864 | 4 004 | 4 095 | 4 199 | 4 264 | 4 332 | 4 362 | 4 428 | 4 510 |

| 2013  | 2014  | 2015  | 2016  | 2017  | 2018  | 2019  | 2020  | 2021  |
| ----- | ----- | ----- | ----- | ----- | ----- | ----- | ----- | ----- |
| 4 621 | 4 722 | 4 847 | 4 951 | 5 162 | 5 163 | 5 288 | 5 510 | 5 482 |

| 2022  | 2023  | 2024  | - | - | - | - | - | - |
| ----- | ----- | ----- | - | - | - | - | - | - |
| 5 516 | 5 594 | 5 680 | - | - | - | - | - | - |

Le graphique qui aurait dû être présenté ici ne peut pas être affiché car il utilise l'ancienne extension Graph, désactivée pour des questions de sécurité. Des indications pour créer un nouveau graphique avec la nouvelle extension Chart sont disponibles ici.